# 道の駅白樺の里やまがた
道の駅白樺の里やまがた（みちのえき しらかばのさとやまがた）は、岩手県久慈市にある国道281号の道の駅である。所在地の旧山形村合併以前の駅名は「白樺の村やまがた」であった。

## 施設
- 駐車場
  - 普通車：38台
  - 大型車：5台
  - 身障者用：1台
- トイレ（いずれも24時間利用可能）
  - 男：大 4器、小 12器
  - 女：7器
  - 身障者用：2器
- 公衆電話：1台
- 公衆FAX：1台
- ふるさと物産センター「ガタゴンサライ」
  - 生産物直売コーナー
  - 休憩コーナー
  - 展示コーナー
  - 食堂（11:00 - 16:00）

## アクセス
道の駅の西を通る川の対岸の県道にも駐車場があり、歩行者用の橋がかけられていて利用可能である。
- 国道281号 - 登録路線
- 岩手県道5号一戸山形線
- JRバス東北陸中山形駅

## 休館日
- 食堂：火曜日
- その他は無休

## 周辺
- 久慈市役所山形総合支所